# Duccio
Duccio ist ein wenig gebräuchlicher italienischer Vorname, eigentlich Abkürzung von Ableitungen wie Daviduccio (von Davide) oder Barduccio (von Baldassarre), dann aber auch eigenständig. Der Name gilt als typisch für die Toskana. Als Vornamen tragen ihn unter anderem:
- Duccio di Buoninsegna (um 1255–1319), italienischer Maler
- Duccio Canestrini (* 1956), italienischer Ethnologe und Anthropologe
- Duccio Innocenti (* 1975), italienischer Fußballspieler
- Duccio Tessari (1926–1994), italienischer Filmregisseur und Drehbuchautor

sowie als Nachnamen (eigentlich Vatersnamen):
- Agostino di Duccio (1418–1481), italienischer Bildhauer

Wird Duccio ohne weitere Attribute verwendet, ist meist der bekannteste Namensträger, Duccio di Buoninsegna, gemeint.